# Tatra V 570

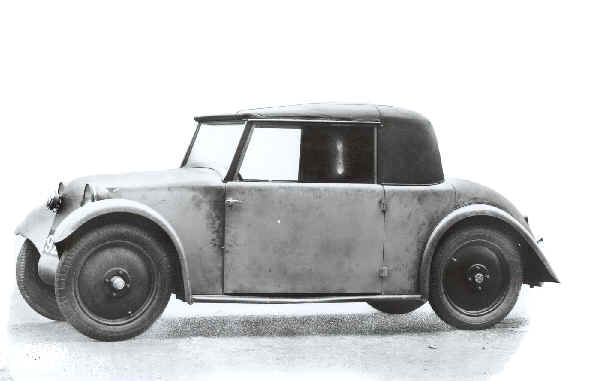
První prototyp Tatry V 570 z roku 1931

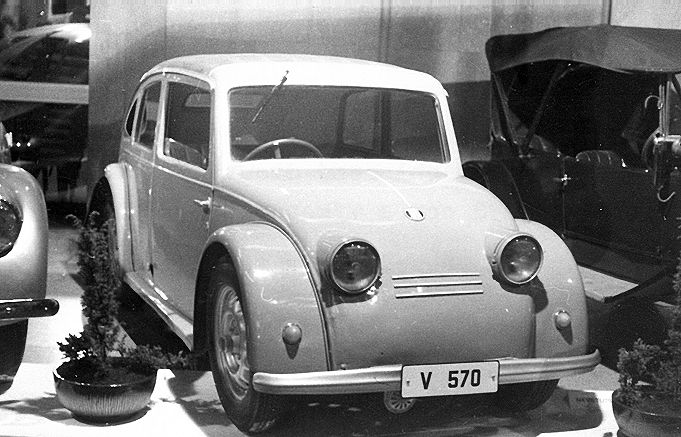
Druhý prototyp vozu z roku 1933

Tatra V 570 je prototyp osobního automobilu vyvinutý Hansem Ledwinkou v kopřivnické firmě Tatra. Vznikl v roce 1933 jako možný nástupce vozu Tatra 12.
V 570 pohání vzduchem chlazený dvouválcový ležatý motor typu boxer s rozvodem OHV o objemu 854 cm³ a výkonu 18 koní umístěný za zadní nápravou. Motor je společně s jednolamelovou spojkou, čtyřstupňovou převodovkou a rozvodovkou součástí jednoho celku, poháněna je zadní náprava. Maximální rychlost automobilu je 75–80 km/h. Chladicí vzduch vstupoval do motorového prostoru žebrovanými štěrbinami za zadními okénky. Vůz se měl údajně vyrábět i v otevřené verzi a ve verzi kupé.
V 570 má jednoduchou karosérii se zaoblenou přídí s vyčnívajícími světlomety a splývavou záď. Karosérie má dřevěný rám, potažený plechem. Přední část je pevná. Dveře jsou otevírány proti směru jízdy. Páteřový rám podvozku byl svařen z trubek, odpružení náprav je pomocí listových per. Vozidlo má mechanické brzdy.
Proudnicová karoserie V 570 se v mnohém podobá pozdějšímu vozu VW Brouk i dříve uvedenému Porsche typ 12 (1931). Hans Ledwinka a Ferdinand Porsche se osobně znali a své zkušenosti a návrhy konzultovali.
K sériové výrobě V 570 z mnoha důvodů nikdy nedošlo, prototyp ale sloužil jako předloha pro vůz Tatra 77 s osmiválcovým motorem vyráběný od roku 1934.
Tatra V 570 je v současnosti umístěna v továrním muzeu v Kopřivnici, kterému ji po 30 letech spolehlivé služby daroval soukromý vlastník, který ji od firmy Tatra po provedených zkouškách odkoupil. Není však v úplně původním stavu.

## Technická data
- Délka: 3800 mm
- Šířka: 1400 mm
- Výška: 1440 mm
- Rozvor: 2320 mm
- Rozchod:
  - vpředu 1120 mm
  - vzadu 1120 mm